# Paz de Rueil
A Paz de Rueil (em francês:  Paix de Rueil), assinada em 11 de março de 1649, sinalizou o fim dos episódios iniciais da Fronda (um período de guerra civil no Reino da França) depois de pouco sangue ter sido derramado. Os artigos encerraram todas as hostilidades e declararam reabertas todas as vias de comércio. O acordo foi promulgado em nome do rei criança Luís XIV por meio de sua mãe Ana da Áustria, a Rainha Regente. O Cardeal Mazarin, que era o verdadeiro poder da parte da corte, não foi mencionado no texto, embora fosse signatário, assim como o Grande Condé, que havia sido recrutado pela parte judicial para superar a resistência de Paris.

## Negociações e termos
O Parlamento de Paris foi instruído a se reportar ao Castelo de Saint-Germain-en-Laye, onde o rei propôs realizar um Lit de justice apenas para proclamar os artigos acordados. O Parlamento deveria então retornar a Paris e continuar como de costume, mas foi acordado que nenhuma outra sessão do Chambre Saint-Louis  seriam realizadas durante o ano. As Declarações do Parlamento de julho e outubro de 1648, que um historiador poderia considerar a saraivada de abertura da Fronda, foram confirmadas, mas todos os decretos gerais do Parlamento promulgados desde 6 de janeiro foram declarados nulos e sem efeito. O Rei, "desejando dar provas do seu afeto aos habitantes da sua boa cidade de Paris", declarou que estava decidido a retornar à capital.
As lettres de cachet emitidas em nome do Rei foram igualmente anuladas. A guerra de palavras foi assim desmontada em ambos os lados. As tropas reunidas pelo Parlamento seriam dissolvidas e as tropas do Rei deveriam ser devolvidas às suas guarnições habituais. A Bastilha e o Arsenal de Paris, que haviam sido apreendidos pelas forças do Parlamento, deveriam ser devolvidos ao controle real. Quanto ao enviado do arquiduque Leopoldo, representante de Filipe IV nos Países Baixos Espanhóis, que estava oferecendo ajuda dos Habsburgos, prestes a invadir o norte da França como resultado de negociações por parte do príncipe de Conti, ele seria mandado embora de Paris sem resposta do Parlamento.
Conti, um príncipe de sangue que estava à frente da facção nobre que ainda afirmava representar o Parlamento de Paris, foi perdoado, assim como todos os outros que participaram. Todos estariam livres de acusação pelas suas funções, se se declarassem a favor do acordo no prazo de quatro dias. Um perdão geral foi emitido para todo o dinheiro levado ou propriedades vendidas durante a insurreição.
Voltando-se para a urgente necessidade real de dinheiro, que estava na raiz dos impostos criados aos quais o Parlamento resistiu, foi acordado que o rei poderia pedir emprestado quantias consideradas necessárias a juros de denier 12 (8,33%), apenas para o ano corrente e os seguintes.

## Resultados
O Parlamento de Paris ratificou rapidamente o tratado. A paz durou até o final de 1649. Os príncipes regressaram à corte, renovando as suas intrigas contra Mazarin e ganhando o apoio do Grande Condé. Mazarin, tendo estabelecido privadamente o apoio do partido de Gastão, duque de Orléans, tio do rei, e juntamente com Jean François Paul de Gondi, cardeal de Retz e com a duquesa de Chevreuse o apoiando, prendeu repentinamente Condé, seu irmão, o príncipe de Conti e o cunhado deles, o duque de Longueville, em 14 de janeiro de 1650, precipitando a próxima fase da Fronda, a Fronda dos nobres.

## Links externos
- The Articles of Peace (in English) with signatories. (pdf file)
- "The Origins of the Fronde"